# Yoshida
Yoshida (japanska: 吉田町?, Yoshida-chō) är en landskommun i Shizuoka prefektur i Japan. 